# Vasquez Rocks
Vasquez Rocks è un parco naturale di 377 ettari, situato nella Sierra Pelona, nel Nord nella Contea di Los Angeles, in California. È celebre per le sue formazioni rocciose, risultato di strati e stradi di sedimenti e successivo sollevamento sismico. La zona è situtata nelle vicinanze di Agua Dulce, tra le città di Santa Clarita e Palmdale. L'area è visibile passando per l'Antelope Valley Freeway (State Route 14). La zona è particolarmente celebre per essere stata spesso usata come location per film e serie televisive in molte occasioni. In particolare è nota una formazione rocciosa per aver fornito da "palco" naturale per l'episodio Arena della serie classica di Star Trek, tanto da guadagnarsi il nome di "Kirk's Rock" o "Gorn Rock".

## Storia
Queste formazioni rocciose sono state formate dalla rapida erosione durante l'innalzamento del suolo circa 25 milioni di anni fa e successivamente esposte da attività di innalzamento lungo la Faglia di Sant'Andrea.
I Tataviam vivevano in questa localitò quando arrivarono gli spagnoli e ancora vivono nella regione, con un moderno governo tribale. Il villaggio di Mapipinga si trovava nelle Vasquez Rocks. La loro lingua era probabilmente una lingua Takic Uto-Aztecan. Vivevano in capanne di erba all'interno dei villaggi. Con l'arrivo delle missioni spagnole, alcune di queste persone furono costrette a lavorarci. Alla fine cominciarono a parlare lo spagnolo e a sposarsi persone di altre tribù.
Nel 1874, Tiburcio Vásquez, uno dei bandidos messicani più famigerati della California, utilizzò queste rocce per sfuggire alla cattura da parte delle forze dell'ordine. Da allora il suo nome è stato associato a questa caratteristica geologica.
Il terreno e le formazioni rocciose che caratterizzano la località, sono state gradualmente acquisite dalla Contea di Los Angeles, a partire dalla donazione di 40 acri nel 1971, con l'aggiunta di ulteriori appezzamenti fino al 2001. Il sentiero del Pacific Crest attraversa il parco.
Nel 1972 le Vasquez Rocks sono state inserite nel National Register of Historic Places (sito #72000228), per la loro importanza quale sito preistorico per i popoli Scioscioni e Tataviam.

## Formazione
Le fonti letterarie datano i primi sedimenti delle Vasquez Rocks tra la fine dell'Oligocene e l'inizio del Miocene inferiore, rispettivamente 33,9-23 milioni di anni fa e 23,03-5,3 milioni di anni fa.
La Formazione Vasquez si trova appena a Est della città di Santa Clarita, Contea di Los Angeles, California, Stati Uniti. Risiede all'interno del Bacino di Soledad, una faglia ortogonale tra le Montagne della Sierra Pelona a nord-ovest e le Montagne San Gabriel a est, entrambe facenti parte della Catena Montuosa Transversale del Sud della California. La Faglia di Sant'Andrea corre parallelamente alle Montagne Sierra Pelona e separa la formazione dalla placca nordamericana.
La Formazione Vasquez è composta da sedimenti alluvionali erosi dalle Montagne della Sierra Pelona e San Gabriel e hanno formato coni alluvionali su entrambi i lati del Bacino di Soledad. L'erosione dei sedimenti comprende processi come piogge, inondazioni, vento e terremoti. Nel corso di milioni di anni, i sedimenti sono stati depositati in condizioni lacustri e fluviatili alternate. Una volta deposti sul fondo del bacino, l'immensa pressione ha convertito gli strati in arenaria, che successivamente è stata coperta da depositi di sedimenti più giovani. I letti sedimentari si trovano all'interno di una sinclinale nettamente piegata.
A causa della sua vicinanza alla Faglia di Sant'Andrea, l'attività tettonica è stata un fattore importante nel rimodellamento, nell'innalzamento e nell'esposizione dell'arenaria sepolta. La Faglia di Elkhorn, un'appendice della Faglia di Sant'Andrea, attraversa il Parco Naturale di Vasquez Rocks. Altre faglie, come le faglie Pelona, Vasquez Canyon, Soledad e San Gabriel, si trovano tutte in prossimità della formazione. La parte più esposta della Formazione Vasquez è la più antica formazione terziaria nella parte orientale del Bacino di Ventura.
Le Rocce di Vasquez sono costituite principalmente da sedimenti conglomeratici e di breccia a grana grossa, depositati accanto a faglie attive durante un rapido innalzamento e l'erosione consequente delle Montagne San Gabriel. Circa 25 milioni di anni fa (fine dell'Oligocene), la collisione delle placche tettoniche nordamericane e pacifiche innalzò l'area lungo la Faglia Elkhorn. L'erosione energetica dell'altopiano insieme all'innalzamento e al vulcanismo causarono la distribuzione dei sedimenti di flusso di detrito in coni alluvionali in un bacino in rapida subsidenza, noto come Bacino di Soledad. Questi sedimenti furono sepolti e litificati durante il Miocene e furono esposti più recentemente tramite l'attività lungo il sistema di faglie di Sant'Andrea.  Gli strati ora sono fortemente inclinati e scollegati dalla loro area di origine. Gli strati sono stati deformati e spostati dall'attività delle faglie successive. Le distintive creste a forma di dorso di maiale, formate da strati ripidi e inclinati, dimostrano graficamente la significativa attività delle faglie nell'area. È possibile osservare una notevole variazione di dimensione dei granuli tra gli strati di sedimenti esposti. Queste rocce sedimentarie, chiamate Formazione Mint Canyon, si sono depositate circa 8-15 milioni di anni fa. Negli strati superiori sono stati trovati molti fossili di animali, tra cui cammelli, cavalli e roditori.
Gli studiosi del suolo hanno mappato gran parte del parco come suolo roccioso senza copertura di terra; dove esiste il suolo, il tipo di terreno dominante è il Gaviota gravelly loam, che varia da 6 a 20 pollici di spessore.

## Ecologia
L'ecologia del parco è caratteristica dell'ecoregione del chaparral e delle boscaglie montane della California. Il parco è principalmente coperto da erbe corte, alberi di quercia, ginepri della California, yucca e altre arbusti di chaparral come la salvia della California e il grano saraceno della California.

## Attività
Il Parco Naturale di Vasquez Rocks è aperto dall'alba al tramonto per attività all'aperto. Il parco dispone di aree per l'equitazione, aree picnic, sentieri escursionistici e arrampicata su roccia. Il Sentiero del Pacific Crest attraversa il Parco Naturale di Vasquez Rocks e può essere utilizzato sia per brevi escursioni che per escursioni più lunghe. Inoltre, è possibile ospitare eventi speciali, come Feste delle Stelle e matrimoni.

## Nei media

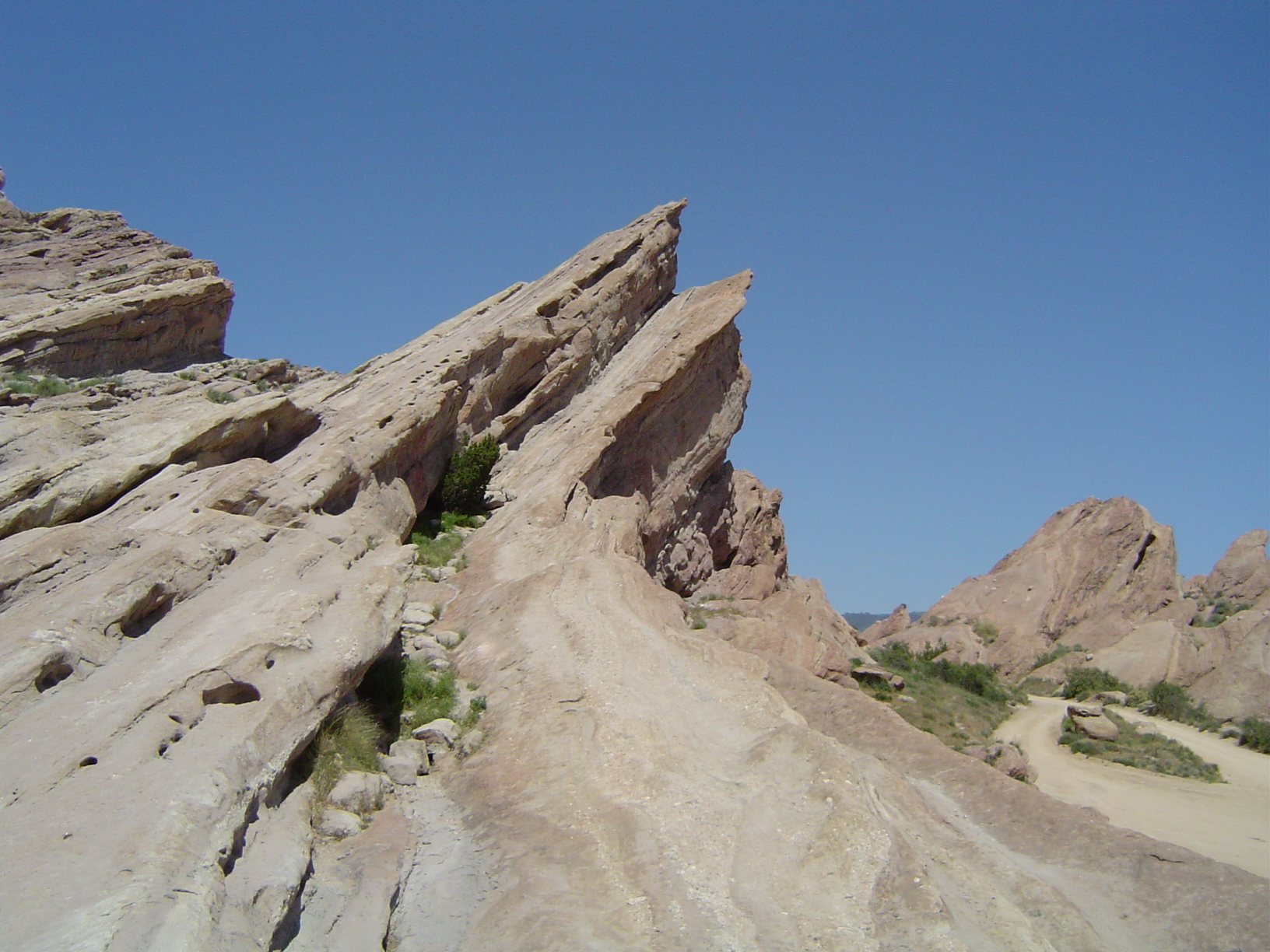
Un formazione rocciosa ripresa in numerose produzioni cinematografiche e televisive

Dato il suo aspetto interessante e la vicinanza a Hollywood, il parco è stato un luogo di riprese utilizzato di frequente sin dagli anni trenta del XX secolo. Inoltre, dal momento che l'area rientra nella cosiddetta thirty-mile zone, non è dovuto alcun compenso extra al cast e alla troupe.
- Il produttore Stanley Bergerman ha scelto le Vasquez Rocks per rappresentarvi il Tibet nel film Il segreto del Tibet (Werewolf of London, 1935).[19]
- È divenuto un set molto utilizzato durante gli anni quaranta e cinquanta del XX secolo per ambientarvi film e serie televisive di genere western.[19]
- Le formazioni rocciose in rilievo sono state utilizzate in quattro episodi della serie di fantascienza Star Trek durante i tardi anni sessanta, il che gli è valso il soprannome di "Kirk's Rock" (lett. "Roccia di Kirk") o "Gorn Rock" (lett. "Roccia del Gorn").[18][20][21][22][23] La location è nota in particolare per l'episodio Arena, dove viene utilizzato come ambientazione del pianeta fittizio Cestus III, che vede scontrarsi il capitano Kirk con il Gorn, un lucertolone alieno divenuto celebre soprattutto per la sua goffaggine, il che ne ha fatto un'icona di Star Trek stesso. La location è stata poi utilizzata nei film del franchise di Star Trek, Rotta verso la Terra (Star Trek IV: The Voyage Home, 1986) e Star Trek (2009) e in alcuni episodi delle serie Star Trek: The Next Generation, Star Trek: Voyager e Star Trek: Enterprise. Anche alcune scene dell'episodio Mappe e leggende (Maps and Legends, 2020) della serie Star Trek: Picard sono state riprese alle Vasquez Rocks, facendole apparire per la prima volta come il luogo che realmente è.[21][24]
- Le Vasquez Rocks sono protagoniste dell'episodio della sesta stagione della serie The Big Bang Theory, La spedizione di Bakersfield (The Bakersfield Expedition, 2013), in cui Sheldon, Leonard, Howard e Raj, diretti al Comic-Con di Bakersfield, passando per le Vasquez Rocks, decidono di fermarsi per farsi delle fotografie poiché vestono i costumi dell'equipaggio della serie The Next Generation (Leonard è Picard, Sheldon è Data, Howard è un Borg e Raj è Worf).[22]
- Altri film girati alle Vasquez Rocks sono: Un mitico viaggio (Bill & Ted's Bogus Journey, 1991); Donne amazzoni sulla Luna (Amazon Women on the Moon, 1987); Dante's Peak - La furia della montagna (Dante's Peak, 1997); Ecco il film dei Muppet (The Muppet Movie, 1979); Hot Shots! 2 (Hot Shots! Part Deux, 1993); Addio vecchio West (Rustlers' Rhapsody, 1985); I Flintstones (The Flintstones, 1994); Corto circuito (Short Circuit, 1986); Mezzogiorno e mezzo di fuoco (Blazing Saddles, 1974); Paul (2011);  Ave, Cesare! (Hail, Caesar!, 2016) e Pazzo pazzo West! (Hearts of the West, 1975).[25]
- Altre serie televisive girate alle Vasquez Rocks sono: Zorro (1957-1959), Il fuggiasco (The Fugitive, 1963-1967), I forti di Forte Coraggio (F Troop, 1965-1967), Kung Fu (1972-19975), A-Team (The A-Team, 1983-1987), MacGyver (1985-1992), Roswell (1999-2002) e GLOW (2017-2019).[25]
- Alle Vasquez Rocks sono inoltre stati girati spot televisive per: Taco Bell, Bank of America, Pacific Bell, Pepsi e Nike.[25]
- I musicisti Radiohead, Michael Jackson, Greta Van Fleet, 311, Eddie Money, Sammy Kershaw, Restless Heart, Lee Tae-min e BTS vi hanno inoltre girato numerosi videoclip.[25]